# 查洛·列迪禾特
查洛·乔奎姆·列迪禾特（荷蘭語：Jaïro Jocquim Riedewald；1996年9月9日—），荷蘭足球運動員，司職后卫，現效力比甲球會安特卫普。

## 俱樂部生涯
列迪禾特出生於荷蘭哈勒姆，他在SV奧維波斯接受足球訓練後加入了阿積士。
在青訓營培訓了7年後，在2013-14賽季第一次得到了代表一線隊出場的機會。那個賽季，他出場7次並打入2球。
上個賽季，德波尔對他有信任，他在各項賽事中得到了25次出場機會。不過，這個賽季他才算真正迎來了更多上陣機會，他在聯賽中先發10次，在歐洲賽場上(包括歐冠資格賽和歐聯杯的小組賽)也有5次先發。

## 國家隊生涯
列迪禾特曾經代表荷蘭國家足球隊參加2020年歐洲國家盃外圍賽。

## 外部連結
- 足球数据库：查洛·列迪禾特的球员统计数据